# Глуховцы (посёлок городского типа)
Глу́ховцы (укр. Глухівці) — посёлок в Хмельникском районе Винницкой области Украины.

## История
В январе 1989 года численность населения составляла 4356 человек.
В мае 1995 года Кабинет министров Украины утвердил решение о приватизации находившегося здесь завода железобетонных изделий.
По состоянию на 1 января 2013 года численность населения составляла 3443 человека.

## Экономика
Главное предприятие — ЗАО «Глуховецкий каолиновый завод» образован в 1899 году как производственный комплекс по добыче и обогащению производственных минералов и функционирует с 1901 года. В посёлке также есть завод железобетонных изделий. Однако с начала 1990-х годов он практически не работает, его цеха пришли в упадок.

## Транспорт
Автомобильное сообщение с Казатином и Бердичевом Житомирской области. Железнодорожные станции — Глуховцы и Каолинова.

## Религия
В посёлке действует храм Великомученицы Параскевы Казатинского благочиния Винницкой епархии Украинской православной церкви и община Церкви ХВЕ.

## Примечания

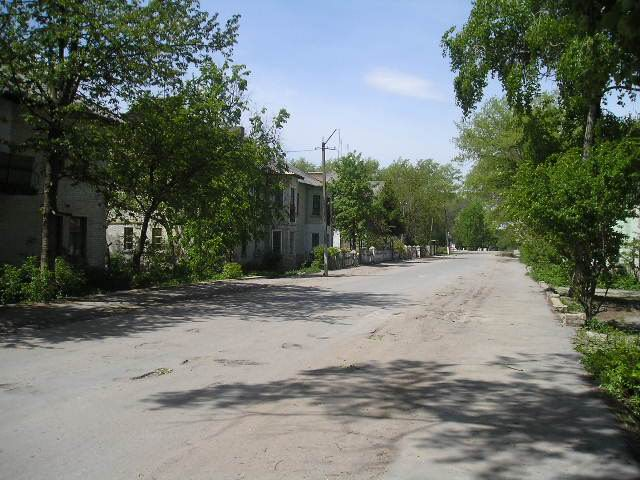
Пгт Глуховцы. Улица Небесной сотни.
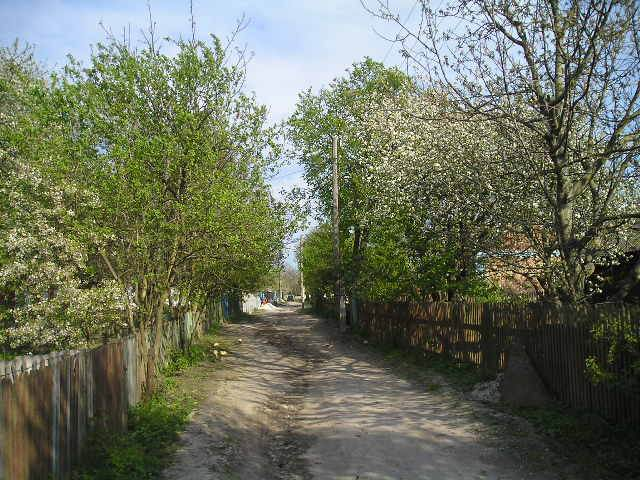
Пгт Глуховцы. Улица Пионерская